# Hycleus bipunctatus
Hycleus bipunctatus is een keversoort uit de familie van oliekevers (Meloidae). De wetenschappelijke naam van de soort is voor het eerst geldig gepubliceerd in 1811 door A. G. Olivier.